# Bożyna
Bożyna (biał. Божына; ros. Божино, Bożyno) – wieś na Białorusi, w obwodzie mińskim, w rejonie berezyńskim, w sielsowiecie Bahuszewiczy. W 2009 roku liczyła 55 mieszkańców.